# Télémaque (navire)
Pour les articles homonymes, voir Télémaque (homonymie).

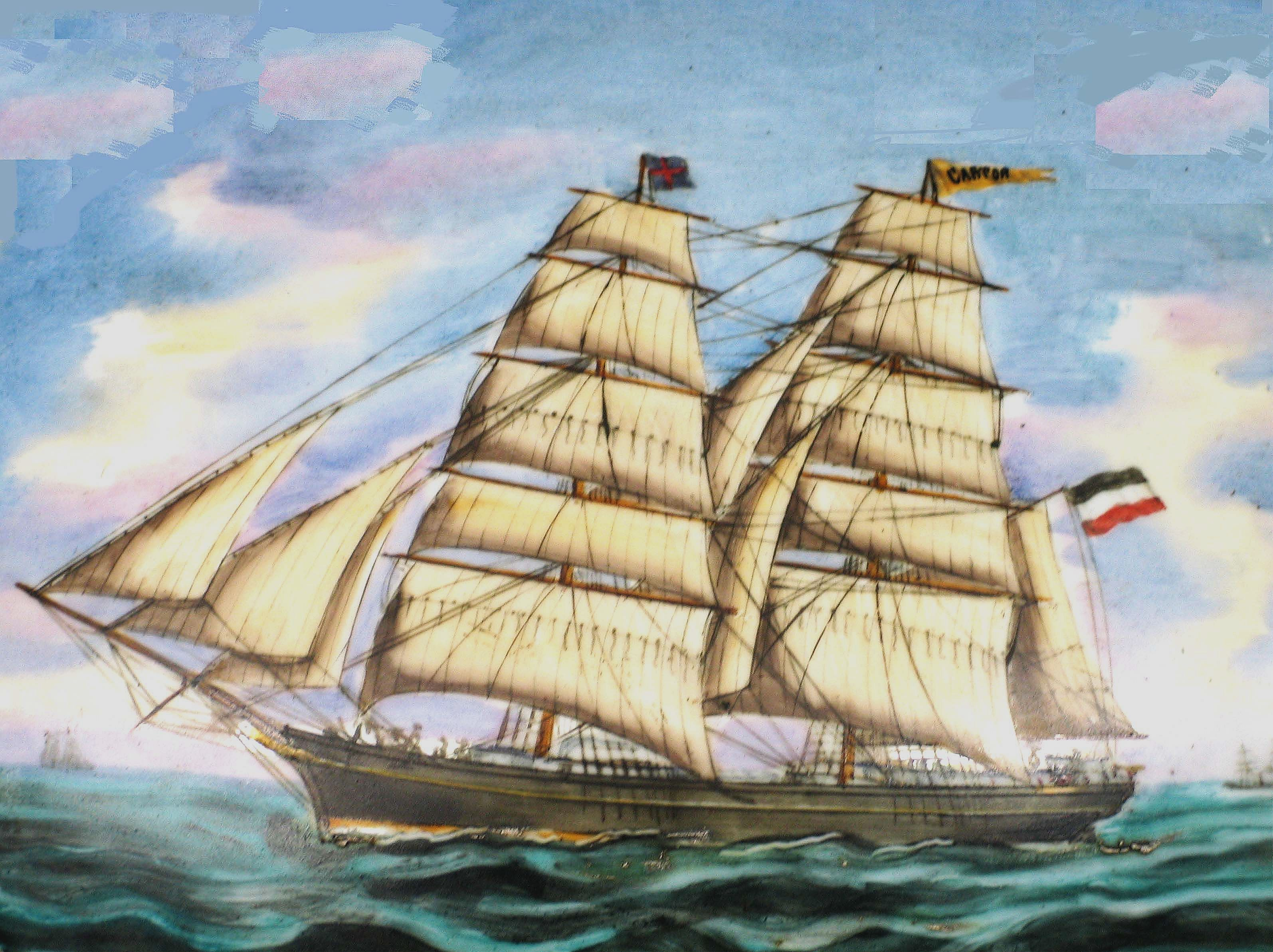
Bateau de type brick

Le Télémaque est un brick qui coula le 3 janvier 1790 en rade de Quillebeuf.
Selon des rumeurs infondées, il transportait les trésors des abbayes de Jumièges, de Boscherville, les joyaux de la Couronne ou même le tout. En 1939, lors d'une des deux tentatives de renflouement de l'épave, même si quelques objets de valeurs furent mis au jour (pièces d'or et d'argent, collier en or, etc.), on ne découvrit rien du trésor supposément transporté par ce navire. 
Jean Cocteau, dans son Journal Le Passé défini, à la date du 9 mai et du 8 juin 1961, évoque une autre tentative de renflouement.
La crique où s'échoua le Télémaque a été remblayée de 10 mètres d'alluvions lors de l'aménagement de la Seine. Pour l'anecdote, au-dessus de l'épave se trouve désormais le stade de football local.
Il inspire l'auteur François Lange pour son roman Le Secret du Télémaque, publié aux éditions du Palémon, en septembre 2019.